# Dresscode
Dresscode (engelsk: påklædningsregler) er de krav, der stilles til påklædningen i forskellige situationer.
Visse arbejdspladser har en dresscode for deres medarbejdere, dette kan omfatte at mænd ikke må bære shorts eller sandaler, eller at de skal være iført jakkesæt og slips.
I kirker kan der også være dresscode, om at man skal være tækkeligt påklædt, hvilket betyder, at man ikke må have bare skuldre, shorts eller kjoler, der slutter over knæet.
I Danmark er der en dresscode ved besøg hos kongen: ved audienser gallauniform eller kjole og hvidt – eller pæneste mørke tøj.[kilde mangler] Ved gallafester i kongehuset er dresscoden "galla", hvilket vil sige gallauniform eller kjole og hvidt, og gerne audienshandsker.
På gymnasier og lignende uddannelsesinstitutioner findes ligeledes "gallafester", hvor dresscoden dog er mindre formel, og et jakkesæt et typisk nok, selvom nogle også iklæder sig smoking eller kjole og hvidt.
Visse skoler har skoleuniform, og andre har en dresscode, som kræver, at eleverne skal klæde sig anstændigt. Eksempelvis indførte Firehøjskolen i Vejle et forbud mod mavebluser i sommeren 2021.